# Sépulture princière de Prittlewell
La sépulture princière de Prittlewell est une tombe de l'époque anglo-saxonne découverte en 2003 à Prittlewell, près de Southend-on-Sea, dans le comté d'Essex. Il s'agit d'une sépulture princière du début du VIIe siècle, comparable à celles de Sutton Hoo ou de Taplow.

## Découverte

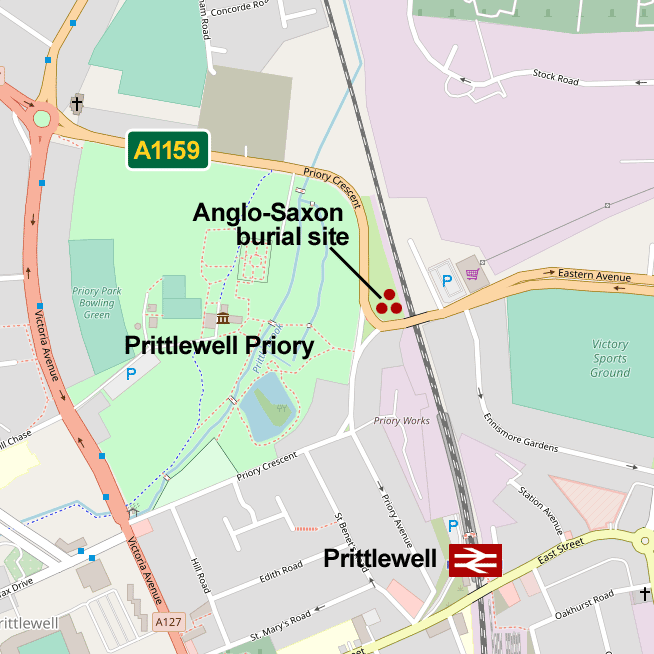
Carte détaillée de Prittlewell situant la sépulture.

Des sépultures de l'époque romaine et anglo-saxonne sont découvertes à Prittlewell dès 1923 à l'occasion de travaux de voirie. Le cimetière anglo-saxon, utilisé aux VIe et VIIe siècles, livre à cette date une vingtaine de tombes, majoritairement d'hommes inhumés avec leurs armes. En octobre 2003, des travaux routiers sont prévus sur le site du cimetière. Chargés d'entreprendre des fouilles, les services du Museum of London Archaeology ne tardent pas à découvrir trois nouvelles tombes, dont la sépulture princière, inviolée.

## La tombe
La chambre funéraire, aux parois en planches, mesurait 4 m2 et se trouvait au fond d'un puits de 1,4 m de profondeur, sous un tumulus d'environ 11 m de haut qui a disparu depuis. Le défunt était inhumé du côté nord de la chambre, et reposait dans un cercueil en bois. Son corps n'a pas subsisté : lorsque le toit de la chambre a fini par céder, le sol sablonneux s'est infiltré dans la chambre, préservant son contenu dans sa situation d'origine, mais dégradant le corps au point qu'on n'en a retrouvé que des fragments d'émail. Cette dégradation a également touché les objets en bois et en tissu, dont ne subsistent que des traces.

## Les objets
Une centaine d'objets ont été découverts dans la chambre funéraire, parmi lesquels :
- une boucle de ceinture en or, la troisième seulement à être découverte dans une tombe anglo-saxonne ;
- des boucles de chaussures en alliage de cuivre, très similaires à celles retrouvées à Sutton Hoo ;
- deux pièces d'or mérovingiennes ;
- deux petites croix en feuille d'or ;
- une cuiller en argent d'origine byzantine ;
- une épée en fer ;
- l'armature en fer d'un bouclier ;
- un pied de 1,33 m de haut, peut-être une hampe d'étendard ou un chandelier ;
- un tabouret pliant en fer, le premier découvert dans une tombe anglo-saxonne ;
- un pichet d'origine byzantine en alliage de cuivre ;
- deux paires de jarres en verre, l'une verte et l'autre bleue ;
- deux cornes à boire ;
- un grand seau contenant un bol et une lame de faux ;
- des chaudrons en alliage de cuivre ;
- des seaux et autres éléments de vaisselle ;
- de nombreux (57) pions en os, en forme de demi-sphère ;
- deux dés à jouer en ramure de cerf ;
- les restes d'une lyre en bois.

Ces objets permettent de dater approximativement la sépulture. L'une des pièces de monnaie fait partie d'une série frappée entre 570 et 670, et le style de la boucle de ceinture correspond à d'autres objets provenant du continent ou du royaume voisin de Kent dans la première moitié du VIIe siècle.

## Le défunt
Bien que le corps du défunt n'ait pas subsisté, le contenu de la tombe offre de nombreuses pistes pour tenter de l'identifier. Les armes et l'absence de bijoux féminins suggèrent qu'il était de sexe masculin. Les objets précieux trahissent une personne de haut rang : seul le tertre no 1 de Sutton Hoo surpasse la sépulture de Prittlewell de ce point de vue.
Plusieurs objets indiquent un lien avec la religion chrétienne, en particulier les deux petites croix en feuille d'or. Le défunt pourrait donc être l'un des premiers convertis du royaume d'Essex. Il serait tentant de l'identifier au roi Sæberht, le premier roi d'Essex à recevoir le baptême en 604. Son successeur Sigeberht, qui rétablit le christianisme dans le royaume au cours des années 650 après une période troublée, serait un autre candidat possible, bien que peut-être trop tardif.
En 2019, une datation au carbone 14 situe la tombe entre 575 et 605, soit plusieurs années avant la mort de Sæberht, survenue en 616 ou 617. Le défunt pourrait donc plutôt être son frère Seaxa.